# کوه فارست، میشیگان
کوه فارست (به انگلیسی: Mount Forest Township) یک منطقهٔ مسکونی در ایالات متحده آمریکا است که در شهرستان بی، میشیگان واقع شده‌است.
 کوه فارست ۹۳٫۰۴ کیلومتر مربع مساحت و ۱٬۳۹۲ نفر جمعیت دارد و ۲۰۵ متر بالاتر از سطح دریا واقع شده‌است.